# Бальбоа (танец)
Бальбоа — социальный танец в стиле свинг, популярный в 1930-е годы.
Танец этот родился в переполненных танцзалах, и поэтому требует минимум места для каждой пары. Бальбоа характерен подчеркнуто уважительным, бережным отношением партнера к партнерше.
Танец построен на коротких шагах и многочисленных вращениях на 8 битов. Исполняется под джаз и современную музыку. В бальбоа много скрытого взаимодействия между партнерами, которое не видят окружающие, и которым можно наслаждаться внутри пары. Бальбоа очень музыкальный танец, в котором обыгрываются всякие мелкие, едва заметные акценты в музыке.Часто бальбоа называют текучим, плавным, динамичным. 
Переживает[когда?] бум возрождения во всем мире, в том числе в Москве и в Минске.
Происхождение танца достаточно туманно, но тысячи пар отрабатывали его простые шаги в Rendezvous Ballroom и Balboa Pavilion на полуострове Бальбоа в 30–40 годах прошлого столетия. «Когда играл Арти Шоу, Бенни Гудман или Боб Кросби, мы танцевали бальбоа»,— говорит 91-летний Дарен МакГарвен, работавший портье и, по совместительству, эстрадным певцом в Rendezvous Ballroom. «Большинство детей Южной Калифорнии танцевали бальбоа».
Танец распространился по всей стране, отчасти благодаря солдатам воздушной базы Санта Анна в Коста Меса, которые посещали танцевальные залы полуострова в свободное время. Впоследствии танец стал известен и за рубежом.